# Domaine du Ciran
El Señorío de Ciran (en francés : Domaine du Ciran) es un jardín botánico y terrenos silvestres de 300 Hectáreas de extensión que permite observar la fauna silvestre de la zona, ubicado en los terrenos que rodean a un castillo del siglo XIX en Ménestreau-en-Villette, Francia. 

## Localización
El acceso se sitúa en la carretera departemental 108 (route de Ménestreau), entre Marcilly-en-Villette y Ménestreau-en-Villette.
Domaine du Ciran Ménestreau-en-Villette, Loiret, Centre, France-Francia. 
Planos y vistas satelitales, 47°43′38″N 2°01′25″E / 47.72722, 2.02361
Está abierto a diario en los meses cálidos del año. Se cobra una tarifa de entrada.

## Descripción
El Señorío del Ciran, se organiza alrededor de un castillo del siglo XIX. Se adorna de un parque con ciervos, de un aviario de 3000 m², de un pantano ornitológico y de una explotación. El parque del castillo se compone de una treintena de especies de árboles diferentes. Varios son centenarios incluidos un roble denominado “el roble de Juana de Arco” tendría más de 500 años.
Sendas y observatorios permiten la observación de los animales de Sologne. Se proponen tres sendas de interpretación del medio: la senda de descubrimiento, de un longitud de 5.2 km, la senda de investigación del país de los animales, adaptado a los niños, y el circuito de iniciación a la orientación, compuesto de doce balizas numeradas. El bosque, de una superficie de 220 ha, cubre la parte fundamental del señorío. Los distintos medios cruzados se diversifican: cultivos, prados, bosque, landas y estanques (estanque bajo, estanque de juncos). Se contabilizan una veintena de mamíferos y más de 130 especies de pájaros.

## Historia
El proyecto “fundación de Sologne” creado en 1976 tiene por objetivo la apertura de Sologne al público. Esta es una asociación que adquiere las 300 ha de terrenos en 1977. La federación de los cazadores adquiere el terreno en paralelo conjunto de 150 ha. En 1995, un programa de tres años es financiado por la Región Centro y el "Consejo general del Loiret", y se establecen el conservatorio de la fauna salvaje así como la senda descubrimiento, los observatorios y visitas guiadas.
El pantano ornitológico fue rehabilitado en 1999 por la asociación para la fundación Sologne.

## Actividades
- Las exposiciones que tienen lugar en el castillo, que incluye también una videoteca con cerca de 150 películas;
- El Señorío propone también animaciones pedagógico al día o a la semana (clases ecológicas);
- Cada año en abril tiene lugar, desde 1997, la fiesta del señorío, con actividades, y presentaciones de oficios antiguos.